# Leandro Barreiro
Leandro Barreiro, né le 3 janvier 2000 à Erpeldange (Luxembourg), est un footballeur international luxembourgeois qui évolue au poste de milieu de terrain au SL Benfica.

## Biographie

### En club
En novembre 2018, le 1. FSV Mayence 05 annonce que Leandro Barreiro signe un contrat professionnel jusqu'en 2022. Le 8 février 2019, il joue son premier match avec Mayence contre le Bayer Leverkusen, lors d'une rencontre de Bundesliga 2018-2019.
Le 17 janvier 2024, lors d'un match de la Liga Portugal contre le FC Famalicão, Leandro Barreiro inscrit un triplé permettant au Benfica Lisbonne de remporter une victoire nette de 4 à 0. Ce coup du chapeau lui redonne confiance après une période marquée par une blessure et une période d'adaptation suivant l'arrivée du nouvel entraîneur Bruno Lage, qui peinait à lui offrir du temps de jeu régulier.

### En équipe nationale
Le 22 mars 2018, Leandro dispute son premier match avec l'équipe du Luxembourg, face à Malte, lors d'une rencontre amicale (victoire 1-0 au Ta' Qali Stadium).
Considérer comme un très jeune espoir et ayant fait ses premières apparition en sélection sans même avoir un contrat professionnel il s'impose petit à petit dans l'effectif.
Un an plus tard, jour pour jour, il inscrit son premier but en équipe nationale, lors d'une rencontre face à la Lituanie. Ce match gagné 2-1 rentre dans le cadre des éliminatoires de l'Euro 2020.

## Statistiques
| Saison                | Club                  | Championnat           | Championnat | Championnat | Championnat | Coupe nationale | Coupe nationale | Coupe nationale | Coupe de la Ligue | Coupe de la Ligue | Coupe de la Ligue | Supercoupe | Supercoupe | Supercoupe | Compétition(s) continentale(s) | Compétition(s) continentale(s) | Compétition(s) continentale(s) | Compétition(s) continentale(s) | Total | Total | Total |
| Saison                | Club                  | Division              | M.          | B.          | P.d.        | M.              | B.              | P.d.            | M.                | B.                | P.d.              | M.         | B.         | P.d.       | Comp.                          | M.                             | B.                             | P.d.                           | M.    | B.    | P.d.  |
| 2015-2016             | FC 72 Erpeldange      | Promotion d'honneur   | 9           | 2           | 2           | -               | -               | -               | -                 | -                 | -                 | -          | -          | -          | -                              | -                              | -                              | -                              | 9     | 2     | 2     |
| Sous-total            | Sous-total            | Sous-total            | 9           | 2           | 2           | 0               | 0               | 0               | 0                 | 0                 | 0                 | 0          | 0          | 0          | -                              | 0                              | 0                              | 0                              | 9     | 2     | 2     |
| 2018-2019             | FSV Mayence           | Bundesliga            | 1           | 0           | 0           | -               | -               | -               | -                 | -                 | -                 | -          | -          | -          | -                              | -                              | -                              | -                              | 1     | 0     | 0     |
| 2019-2020             | FSV Mayence           | Bundesliga            | 18          | 0           | 2           | -               | -               | -               | -                 | -                 | -                 | -          | -          | -          | -                              | -                              | -                              | -                              | 18    | 0     | 2     |
| 2020-2021             | FSV Mayence           | Bundesliga            | 29          | 2           | 2           | 2               | 0               | 0               | -                 | -                 | -                 | -          | -          | -          | -                              | -                              | -                              | -                              | 31    | 2     | 2     |
| 2021-2022             | FSV Mayence           | Bundesliga            | 31          | 1           | 3           | 3               | 0               | 0               | -                 | -                 | -                 | -          | -          | -          | -                              | -                              | -                              | -                              | 34    | 1     | 3     |
| 2022-2023             | FSV Mayence           | Bundesliga            | 31          | 4           | 4           | 3               | 0               | 0               | -                 | -                 | -                 | -          | -          | -          | -                              | -                              | -                              | -                              | 34    | 4     | 4     |
| 2023-2024             | FSV Mayence           | Bundesliga            | 31          | 4           | 1           | 2               | 0               | 0               | -                 | -                 | -                 | -          | -          | -          | -                              | -                              | -                              | -                              | 33    | 4     | 1     |
| Sous-total            | Sous-total            | Sous-total            | 141         | 11          | 12          | 10              | 0               | 0               | 0                 | 0                 | 0                 | 0          | 0          | 0          | -                              | 0                              | 0                              | 0                              | 151   | 11    | 12    |
| 2024-2025             | SL Benfica            | Liga                  | 14          | 3           | 3           | 2               | 0               | 1               | 1                 | 0                 | 0                 | -          | -          | -          | C1                             | 4                              | 0                              | 0                              | 21    | 3     | 4     |
| Sous-total            | Sous-total            | Sous-total            | 14          | 3           | 3           | 2               | 0               | 1               | 1                 | 0                 | 0                 | 0          | 0          | 0          | -                              | 4                              | 0                              | 0                              | 21    | 3     | 4     |
| Total sur la carrière | Total sur la carrière | Total sur la carrière | 164         | 16          | 17          | 12              | 0               | 1               | 1                 | 0                 | 0                 | 0          | 0          | 0          | -                              | 4                              | 0                              | 0                              | 181   | 16    | 18    |

## Palmarès

### En club

#### SL Benfica
- Vainqueur de la Coupe de la Ligue portugaise en 2025.

## Décoration
- Grand-croix de l'ordre de la Couronne de chêne (Luxembourg, 23 Juin 2023)